# ليون توماس
ليون توماس (بالإنجليزية: Leon Thomas)‏ هو عازف جاز ومغني أمريكي، ولد في 4 أكتوبر 1937 في سانت لويس الشرقية ‏ في الولايات المتحدة، وتوفي في 8 مايو 1999 في نيويورك في الولايات المتحدة.

## وصلات خارجية
- ليون توماس على موقع ميوزك برينز (الإنجليزية)
- ليون توماس على موقع أول ميوزيك (الإنجليزية)
- ليون توماس على موقع ديسكوغز (الإنجليزية)